# Trận Auberoche
Trận Auberoche diễn ra vào ngày 21 tháng 10 năm 1345 trong chiến dịch Gascon năm 1345 giữa một lực lượng Anglo-Gascon gồm 1.200 người dưới quyền Henry, Bá tước xứ Derby và một đội quân 7.000 người Pháp do Louis xứ Poitiers chỉ huy. Nó đã được diễn ra tại làng Auberoche gần Périgueux ở phía bắc Aquitaine. Vào thời điểm đó, Gasingham là một lãnh thổ của Vương quốc Anh và quân đội Anglo-Gascon bao gồm một tỷ lệ lớn Gascons bản địa. Trận chiến dẫn đến một thất bại nặng nề của người Pháp, bên chịu tổn thất rất cao, với các thủ lĩnh của họ bị giết hoặc bị bắt.
Trận chiến diễn ra trong giai đoạn đầu của Chiến tranh Trăm năm. Cùng với trận Bergerac hồi đầu năm, nó đã đánh dấu một sự thay đổi trong cán cân sức mạnh quân sự trong khu vực khi vị thế của Pháp sau đó sụp đổ. Đây là một trong một loạt các chiến thắng sẽ dẫn đến việc Henry xứ Derby được gọi là "một trong những chiến binh giỏi nhất thế giới" bởi một biên niên sử đương đại.

## Chiến dịch
Ngôi làng và lâu đài Auberoche đã bị chiếm giữ bởi Bá tước xứ Derby, người đã đến từ Anh vào tháng 6 năm 1345 và chứng kiến quân đội của ông lớn mạnh với sự xuất hiện của người Gascons bản địa trong hàng ngũ. Derby dẫn đầu một cuộc đột kích quy mô lớn dọc biên giới Gascon với Pháp, chiếm lấy thị trấn Bergerac vào tháng Tám. Trước khi trở về Bordeaux để dự trữ quân đội và thực phẩm, Derby đã kiểm soát Auberoche. Vào tháng 10 năm 1345, người Pháp quyết định chống lại bằng cách đặt 7.000 chiến binh dưới sự chỉ huy của Louis xứ Poitiers. Poitiers nhận được lệnh của Công tước xứ Normandy phải chiếm lại Auberoche trước, sau đó chiếm lấy La Réole.